# Watanabe Shozaburo
Watanabe Shōzaburō (Japans: 渡辺 庄三郎) (Ibaraki, 2 juni 1885 – 14 februari 1962) was een Japans uitgever van houtsnedeprenten en de drijvende kracht achter de shin hanga-beweging.

## Vroege leven
Watanabe werd geboren in 1885 in Japan, in de prefectuur Ibaraki. Zijn vader, Yutsuki Watanabe, was een timmerman. Op elfjarige leeftijd werd Watanabe bij een oom in Tokio ondergebracht. Een jaar later werd hij leerjongen in een pandjeshuis. Het pandjeshuis werd in 1899 overgenomen, gesloten en verhuisde. Watanabe verhuisde mee en kreeg hierdoor de mogelijkheid les te volgen aan een Engelse taalschool. Via iemand die hij op de school leerde kennen kon Watanabe in 1902 in de leer gaan bij kunsthandelaar Kobayashi Bunshichi. Bunshichi verkocht 18de en 19de-eeuwse ukiyo-e-prenten aan toeristen en produceerde zowel reproducties als nieuw werk.

## Uitgeverij
In 1906 startte Watanabe een eigen uitgeverij in Hama-chō in Tokio. Drie jaar later verhuisde hij naar een ander deel van de stad, het district Kyōbashi. Hij gaf prenten uit van Takahashi Hiroaki, gespecialiseerd in prenten van landschappen, en Itō Sōzan, gespecialiseerd in prenten van vogels en bloemen, en verkocht ze aan toeristen. Watanabe noemde de prenten shinsaku hanga ('nieuw gemaakte prenten'). De stijl was echter niet naar de zin van Watanabe. De prenten leken nog te veel op het werk van Ando Hiroshige.
Watanabe maakte zich zorgen over de toekomst van de traditionele Japanse prentkunst. Een zeer groot deel van de productie belandde in het buitenland. Door de opkomst van nieuwe druktechnieken dreigden de traditionele vaardigheden verloren te gaan. Hij probeerde de traditionele prentkunst terug populair te maken in Japan. Hij deed dit op twee manieren. Door voor vernieuwing te zorgen middels een nieuwe vormentaal en stijl, en door de oude prenten terug onder de aandacht te brengen. Voor de vernieuwing ging hij een samenwerking aan met de Oostenrijkse kunstenaar Fritz Capelari wiens werk hij op een tentoonstelling in Tokio had leren kennen. In 1915 brachten ze samen twaalf prenten uit. Om de oude prenten terug onder de aandacht te brengen bracht Watanabe in 1916 luxueuze reproducties uit en in 1917 organiseerde hij een herdenkingstentoonstelling over Hiroshige.
Na 1915 begon Watanabe samen te werken met Itō Shinsui en Kawase Hasui. De productiemethode en onderwerpen bleven traditioneel maar de stijl werd moderner. De landschappen vertoonden een invloed van het impressionisme en de afbeeldingen van vrouwen vertoonden emotie. De nieuwe stijl noemde hij shin hanga ('nieuwe prenten') en won aan kracht.
In 1923 verwoestte een zware aardbeving Tokio. Ook Watanabe's uitgeverij werd van de kaart geveegd. Niet alleen de voorraad prenten werd tot as herleid maar ook de houten drukvormen. Dit zorgde voor nog meer vernieuwing. In 1930 en 1936 werden twee verkooptentoonstellingen opgezet in Toledo.
De Tweede Wereldoorlog zorgde voor een zware terugval van de productie van de Japanse prentkunst maar na de oorlog kwam die al snel terug op gang. Het bezettingsleger kocht de prenten om als souvenir mee naar huis te nemen. Doch de kwaliteit was niet meer wat ze was.
De zesenzeventigjarige Watanabe stierf op 14 februari 1962. Zijn dood wordt aanzien als het einde van de shin hanga-beweging. Zijn kleinzoon Shōichirō zet de uitgeverij nog steeds voort.

## Eigen werken
Watanabe ontwierp zelf twee prenten onder de naam Watanabe Kako.

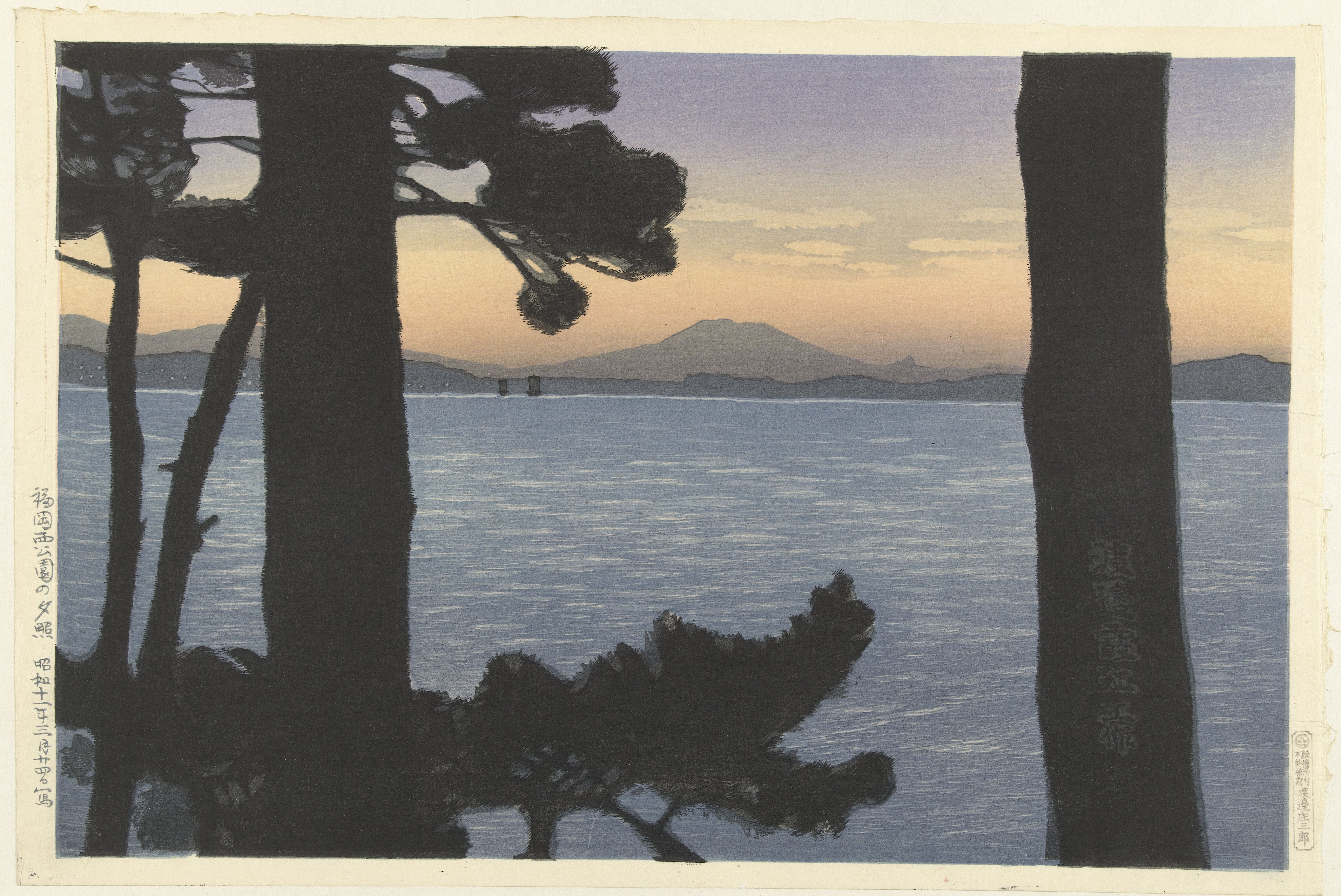
Avondgloed in het Nishi park
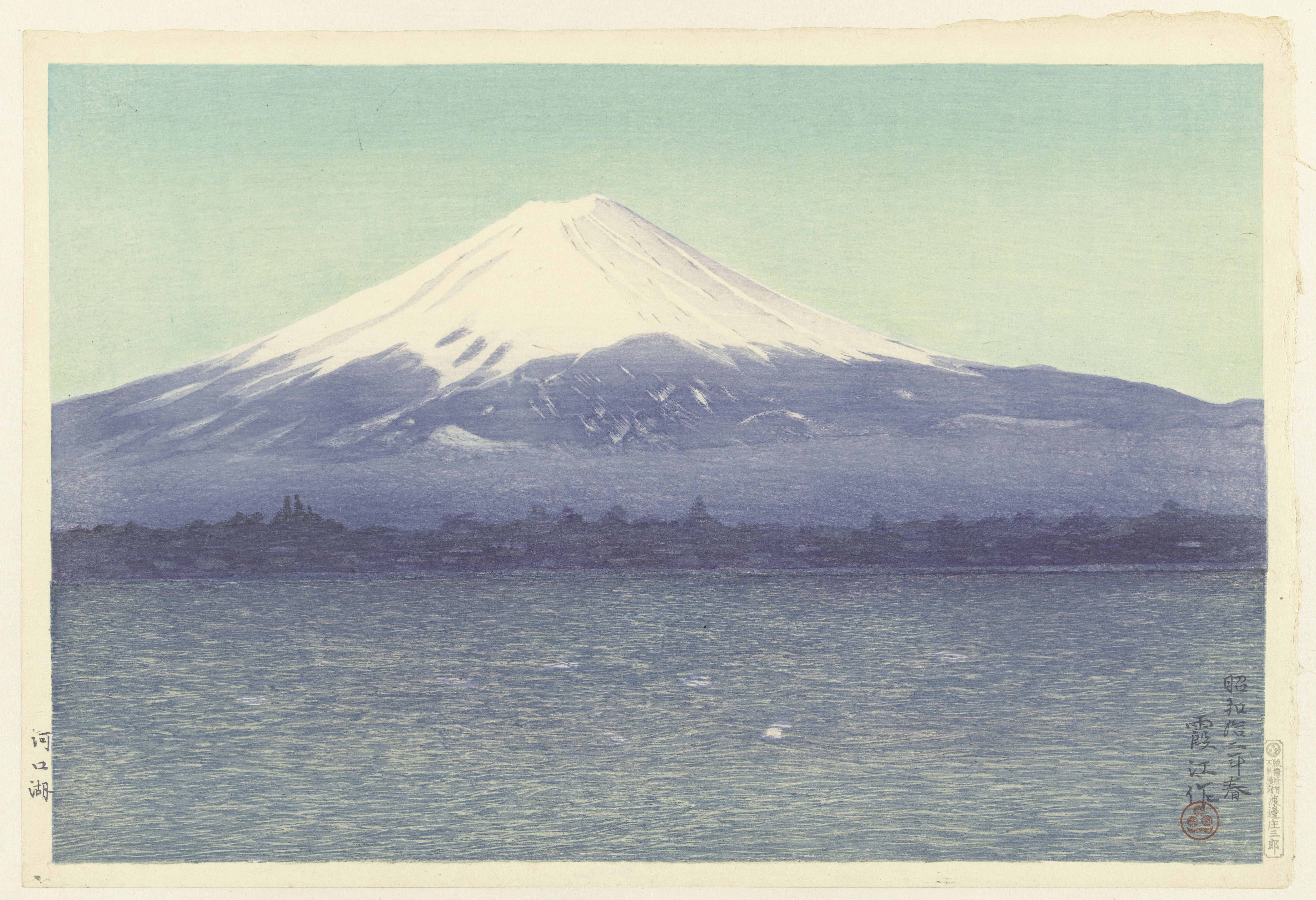
Het meer Kawaguchi Kawaguchiko

- International Standard Name Identifier: 0000 0003 8045 4282
- Library of Congress Control Number: nr90015836
- Bibliotheek van het Japanse parlement: 00661915
- Museum of New Zealand Te Papa Tongarewa: 62381
- Virtual International Authority File: 259964096
- WorldCat: E39PBJfrJrGPtmRMy84X6HCxXd